# Pelhoenders

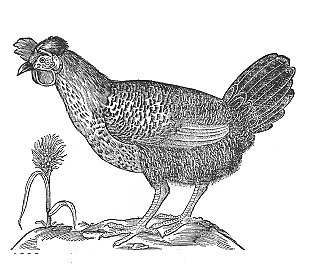
Gallus turcicus op een afbeelding van Androvandi, omtrent 1600

Pelhoenders zijn een groep van overwegend Europese kippenrassen, die een kenmerkende zilverzwarte of goudzwarte tekening vertonen.

## Kenmerken

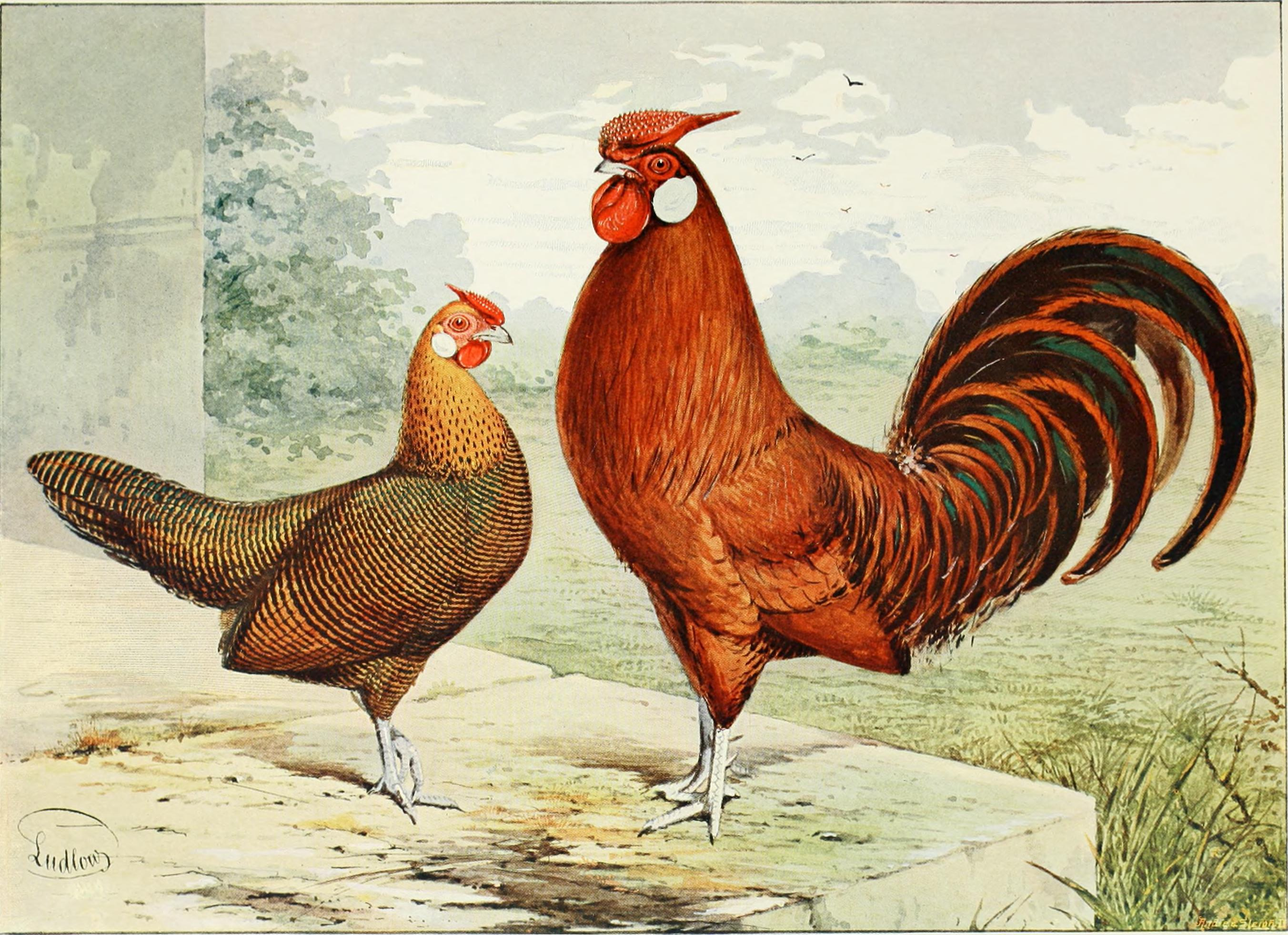
Hollandse hoenders in goudpel

### Pelling
Het opvallende van pelhoenders is de tekening van de veren, waarbij deze een typische bandvormige tekening hebben. De precieze vorm van deze tekening is per ras verschillend en in de rasstandaards voorgeschreven. Uitgezonderd zijn de halsveren bij de hen, die een effen kleur hebben. Bij de haan kan de pelling ook volkomen ontbreken, afhankelijk van ras en leeftijd. De meeste pelhoenderrassen hebben een zilverzwarte en een goudzwarte variant. Dat meer varianten mogelijk zijn, toont het Fries hoen met tien gepelde kleurslagen.

### Eier- en vleesproductie
Een gemeenschappelijk kenmerk van pelhoenders is de goede eierproductie, de meeste rassen komen op meer dan 200 eieren per jaar. Pelhoenders zijn relatief licht. Een uitzondering is de Groninger meeuw, waarvan de haan meer dan 3,5 kg kan wegen.

## Geschiedenis en oorspronkelijke verspreiding

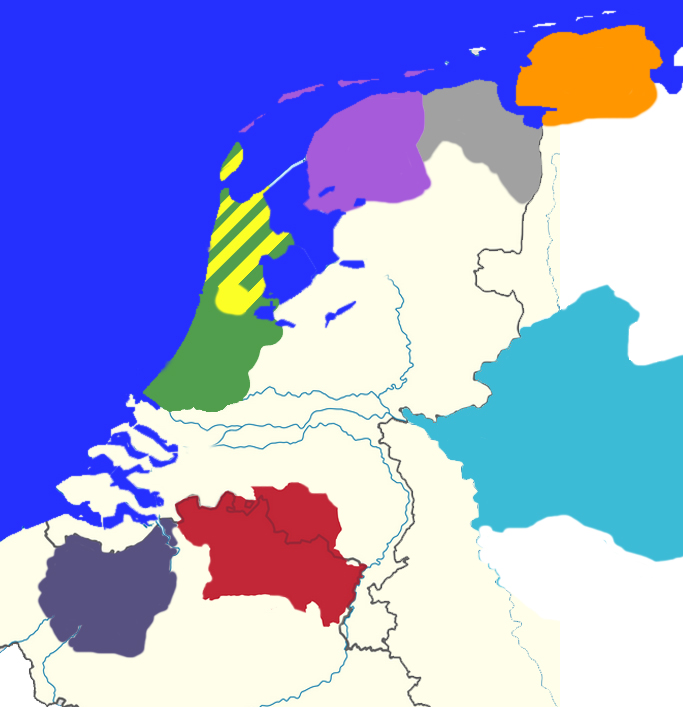
Verspreiding van pelhoenders Donkerpaars=Brakel, Rood=Kempisch hoen, Groen=Hollands hoen, Geel=Assendelfter en boerengeeltjes, Paars=Fries hoen, Grijs=Groninger meeuw, Oranje=Oost-Friese meeuw, Blauw=Westfaalse doodlegger

De oudst bekende afbeelding van een pelhoen komt uit de werken van Ulisse Aldrovandi. Hij beeldde een haan en een hen af met de typische tekening van een pelhoen. Zijn benaming ervoor was Gallus turcicus, oftewel 'Turks hoen'. Hieruit blijkt dat dergelijke hoenders rond 1600 bekend waren en mogelijk uit Anatolië stamden. Ook het voorkomen van pelhoenders in Egypte en het feit dat pelhoenders in Indonesië als Ayam arab (Arabisch hoen) bekend staat, spreekt voor een oorsprong van deze kleurslag in het Nabije of Midden-Oosten. Vast staat dat gepelde hoenders in Noord-West-Europa vanaf de zeventiende eeuw tot de algemeen bekende hoenders behoorden. Een opvallende concentratie ervan wordt anno 2016 gevonden in de kuststrook langs de Noordzee, van Holland tot Oost-Friesland. Verder zijn pelhoenders veelvoorkomend in Vlaanderen en Brabant met een oostelijke enclave in Westfalen. De vorm is de typische landhoenvorm.

## Rassen met pelling
- Fajoemi, uit Egypte
- Assendelfter, uit Noord-Holland, met rozenkam
- Chaams hoen, verwant aan het brakelhoen
- Braekel- of brakelhoen, met bandvormige pelling, uit Oost-Vlaanderen
- Bressekip, uit Frankrijk
- Fries hoen, uit Friesland
- Groninger meeuw, tamelijk zwaar ras uit Groningen
- Hollands hoen, in Holland, Noord-Duitsland en Engeland ontstaan, met rozenkam
- Kempisch hoen of campine, vanuit de Kempen naar het Verenigd koninkrijk geïmporteerd, aldaar zeer populair geworden in de hennenvederige variant.
- Oost-Friese meeuw, uit Oost-Friesland
- Romagnola, uit Italië
- Siciliaans bekerkamhoen, uit Italië
- Westfaalse doodlegger, uit Westfalen, met rozenkam
- Zottegems hoen, Vlaamse ondersoort van de brakel